# Eleições estaduais em Pernambuco em 1970
As eleições estaduais em Pernambuco em 1970 ocorreram em duas fases conforme o Ato Institucional Número Três e assim a eleição indireta do governador Eraldo Gueiros e do vice-governador Barreto Guimarães foi em 3 de outubro, já a escolha dos senadores Paulo Guerra e Wilson Campos, 15 deputados federais e 39 estaduais aconteceu em 15 de novembro a partir de um receituário aplicado aos 22 estados e aos territórios federais do Amapá, Rondônia e Roraima. Em todo o país a ARENA conquistou a maioria dos cargos em disputa.
Advogado nascido em Canhotinho e formado em 1935 pela Universidade Federal de Pernambuco, Eraldo Gueiros foi escrevente e após sua graduação foi designado promotor substituto e auditor perante a Justiça Militar. Consultor jurídico do general Aurélio de Souza Ferreira quando este implementou em Pernambuco as medidas do estado de exceção decretado após a Intentona Comunista, atuou como conselheiro jurídico para o então território federal de Fernando de Noronha e a seguir exerceu a advocacia tanto em sua cidade natal quanto para a Pernambuco Tramway, empresa canadense responsável pela energia elétrica do Recife. Mediante a vitória do Regime Militar de 1964 o presidente Castelo Branco o fez procurador-geral da Justiça Militar e durante o governo Costa e Silva ascendeu ao Superior Tribunal Militar onde permaneceu até ser escolhido como governador de Pernambuco via ARENA pelo presidente Emílio Garrastazu Médici em 1970.
Natural do Recife, o professor Barreto Guimarães graduou-se em Humanidades no Ginásio Pernambucano dedicando-se ao ensino da matemática. Fundador do Serviço de Assistência Social de Olinda, alcançou relevo político e foi eleito deputado estadual pelo PST em 1954. No pleito seguinte falhou ao renovar o mandato via PSD, mas foi eleito prefeito de Olinda em 1959. Candidato avulso a vice-prefeito do Recife em 1963, foi o último  colocado no pleito. Por escolha de Paulo Guerra foi secretário de Governo e depois secretário de Educação, cargo mantido nos primeiros meses do governo Nilo Coelho. Mais tarde ocuparia a direção-geral do Serviço Nacional de Aprendizagem Comercial e assessorou o prefeito recifense, Geraldo Magalhães Melo. Filiado à ARENA, foi escolhido vice-governador de Pernambuco em 1970.

## Resultado da eleição para governador
Eleição realizada pela Assembleia Legislativa de Pernambuco onde a ARENA votou na chapa vencedora enquanto o MDB retirou-se do plenário..
| Candidatos a governador do estado | Candidatos a vice-governador | Número | Coligação             | Votação | Percentual |
| --------------------------------- | ---------------------------- | ------ | --------------------- | ------- | ---------- |
| Eraldo Gueiros ARENA              | Barreto Guimarães ARENA      | -      | ARENA (sem coligação) | 44      | 100%       |

## Resultado da eleição para senador
Dados fornecidos pelo Tribunal Superior Eleitoral que apurou 1.271.413 votos nominais (70,88%) além de 427.729 votos em branco (23,84%) e 94.704 votos nulos (5,28%) resultando no comparecimento de 1.793.846 eleitores.
| Candidatos a senador da República | Candidatos a suplente de senador | Número | Coligação             | Votação | Percentual |
| --------------------------------- | -------------------------------- | ------ | --------------------- | ------- | ---------- |
| Paulo Guerra ARENA                | Murilo Paraíso ARENA             | -      | ARENA (sem coligação) | 488.250 | 38,40%     |
| Wilson Campos ARENA               | Augusto Novaes ARENA             | -      | ARENA (sem coligação) | 421.623 | 33,16%     |
| José Ermírio de Moraes MDB        | Luiz Pinto Ferreira MDB          | -      | MDB (sem coligação)   | 361.540 | 28,44%     |
| Fontes:                           |                                  |        |                       |         |            |

## Deputados federais eleitos
São relacionados os candidatos eleitos com informações complementares da Câmara dos Deputados.

Representação eleita
  ARENA: 12
  MDB: 3

| Deputados federais eleitos | Partido | Votação | Percentual | Cidade onde nasceu | Unidade federativa |
| Marcos Freire              | MDB     | 56.967  |            | Recife             | Pernambuco         |
| Etelvino Lins              | ARENA   | 49.034  |            | Sertânia           | Pernambuco         |
| Augusto Lucena             | ARENA   | 42.744  |            | Guarabira          | Paraíba            |
| Fernando Lyra              | MDB     | 38.352  |            | Recife             | Pernambuco         |
| Ricardo Fiúza              | ARENA   | 37.379  |            | Fortaleza          | Ceará              |
| Gonzaga Vasconcelos        | ARENA   | 37.265  |            | Surubim            | Pernambuco         |
| Airon Rios                 | ARENA   | 34.395  |            | Recife             | Pernambuco         |
| Aderbal Jurema             | ARENA   | 32.712  |            | João Pessoa        | Paraíba            |
| Marco Maciel               | ARENA   | 32.438  |            | Recife             | Pernambuco         |
| Geraldo Guedes             | ARENA   | 30.888  |            | Caruaru            | Pernambuco         |
| Carlos Alberto Oliveira    | ARENA   | 30.345  |            | Limoeiro           | Pernambuco         |
| Lins e Silva               | ARENA   | 27.896  |            | Recife             | Pernambuco         |
| Thales Ramalho             | MDB     | 26.088  |            | João Pessoa        | Paraíba            |
| Josias Leite               | ARENA   | 24.863  |            | São José do Egito  | Pernambuco         |
| Joaquim Coutinho           | ARENA   | 22.523  |            | Nazaré da Mata     | Pernambuco         |
| Fontes:                    |         |         |            |                    |                    |

## Deputados estaduais eleitos
Na disputa pelas 39 vagas da Assembleia Legislativa de Pernambuco a ARENA conquistou trinta cadeiras e o MDB nove.

Representação eleita
  ARENA: 30
  MDB: 9

Fonteː
| Deputados estaduais eleitos                    | Partido | Votação | Percentual | Cidade onde nasceu     | Unidade federativa  |
| Alcides Teixeira                               | MDB     | 38.271  |            | Recife                 | Pernambuco          |
| Eriberto Gueiros                               | ARENA   | 24.796  |            | Petrolina              | Pernambuco          |
| Antônio Airton Benjamin                        | ARENA   | 20.418  |            | Olinda                 | Pernambuco          |
| Newton Carneiro                                | ARENA   | 15.701  |            | Palmares               | Pernambuco          |
| Luiz Ferreira Lima                             | ARENA   | 14.789  |            | Aliança                | Pernambuco          |
| Oswaldo Rabêlo                                 | ARENA   | 14.723  |            | Goiana                 | Pernambuco          |
| Nivaldo Machado                                | ARENA   | 14.596  |            | Olinda                 | Pernambuco          |
| Ênio Pessoa Guerra                             | ARENA   | 13.992  |            | Bom Jardim             | Pernambuco          |
| Felipe Coelho                                  | ARENA   | 13.964  |            | Ouricuri               | Pernambuco          |
| Jarbas Vasconcelos                             | MDB     | 13.787  |            | Vicência               | Pernambuco          |
| Abelardo Ribeiro Godoy                         | ARENA   | 13.717  |            | Bonito                 | Pernambuco          |
| Aracy de Souza Nejaim                          | ARENA   | 13.396  |            | Recife                 | Pernambuco          |
| José Mendonça Bezerra                          | ARENA   | 12.846  |            | Belo Jardim            | Pernambuco          |
| Antônio Heráclio                               | ARENA   | 12.750  |            | Bom Jardim             | Pernambuco          |
| Ivo Queiroz                                    | ARENA   | 12.333  |            | Vitória de Santo Antão | Pernambuco          |
| Honorário de Queiroz Rocha                     | ARENA   | 12.167  |            | Ipojuca                | Pernambuco          |
| José Antônio Liberato                          | ARENA   | 11.573  |            | Taquaritinga do Norte  | Pernambuco          |
| Antônio Corrêa de Andrade Francisco            | ARENA   | 11.343  |            | Camaragibe             | Pernambuco          |
| Edgard Lins Cavalcanti                         | ARENA   | 11.086  |            | Glória do Goitá        | Pernambuco          |
| João Guilherme de Pontes                       | ARENA   | 10.971  |            | Caruaru                | Pernambuco          |
| José de Magalhães Melo                         | ARENA   | 10.843  |            | Canguaretama           | Rio Grande do Norte |
| Vital Novaes                                   | ARENA   | 10.804  |            | Tupanatinga            | Pernambuco          |
| Paulo Lucena de Mendonça                       | ARENA   | 10.592  |            | Recife                 | Pernambuco          |
| José Muniz Ramos                               | ARENA   | 10.543  |            | Araripina              | Pernambuco          |
| Audomar Ferraz                                 | ARENA   | 10.528  |            | Floresta               | Pernambuco          |
| Argemiro Menezes                               | ARENA   | 10.492  |            | Serra Talhada          | Pernambuco          |
| Carlos Moura de Moraes Veras                   | ARENA   | 10.490  |            | Paulista               | Pernambuco          |
| José Lusmar da Silva Lócio                     | ARENA   | 9.604   |            | Jardim                 | Ceará               |
| José Emídio Fernandes                          | MDB     | 9.572   |            | Pesqueira              | Pernambuco          |
| Edson Lustosa Cantarelli                       | ARENA   | 9.457   |            | Floresta               | Pernambuco          |
| Jacques Ferreira Lima                          | MDB     | 9.454   |            | Nazaré da Mata         | Pernambuco          |
| Luiz José Marques da Silva                     | ARENA   | 9.420   |            | Arapiraca              | Alagoas             |
| Francisco Perazzo                              | ARENA   | 9.366   |            | Tuparetama             | Pernambuco          |
| Severino Cavalcanti                            | ARENA   | 9.254   |            | João Alfredo           | Pernambuco          |
| Mário de Melo                                  | MDB     | 8.349   |            | Recife                 | Pernambuco          |
| Lívio Valença                                  | MDB     | 8.138   |            | Capoeiras              | Pernambuco          |
| Moacyr André Gomes                             | MDB     | 6.910   |            | Recife                 | Pernambuco          |
| Edgar Moury                                    | MDB     | 5.291   |            | Recife                 | Pernambuco          |
| Manoel Gilberto Silveira de Holanda Cavalcanti | MDB     | 4.971   |            | Recife                 | Pernambuco          |
| Fontes:                                        |         |         |            |                        |                     |